# Bučovice
Bučovice (Duits: Butschowitz) is een Tsjechische stad in de regio Zuid-Moravië, en maakt deel uit van het district Vyškov.
Bučovice telt 6415 inwoners (2005).

## Geschiedenis
De eerste schriftelijke bronnen over Bučovice stammen uit 1322. In de tweede helft van de 16de eeuw liet de toenmalige landsheer Johan Schembera van Boskovic een Renaissancekasteel bouwen, dat tot de meest waardevolle gebouwen uit de streek wordt gerekend. Het werd gebouwd door de keizerlijke architect Jacopo Strada. Aan de uitwerking namen bekende kunstenaars, onder wie Hans Mont, deel. Van 1597 tot 1945 behoorde het kasteel aan Luxemburgers toe.
De stad werd tijdens de Dertigjarige Oorlog zwaar getekend. Heropleving kwam er in de 18de eeuw met de textielindustrie. Na de teloorgang van die laatste, nam de meubelindustrie haar plaats in.

## Bezienswaardigheden
- Bučovice kasteel 1635 - 1637
- Maria ten Hemelvaart-kerk 1637 – 1641
- Standbeeld van de heilige Johannes van Nepomuk 1722 en de heilige Jan Sarkander 1720

## Deelgemeenten
Tot Bučovice behoren de deelgemeenten Černčín (Tschertscheid), Kloboučky (Klobutschek), Marefy (Marhöfen), und Vícemilice (Witzomielitz).

## Fotogalerij

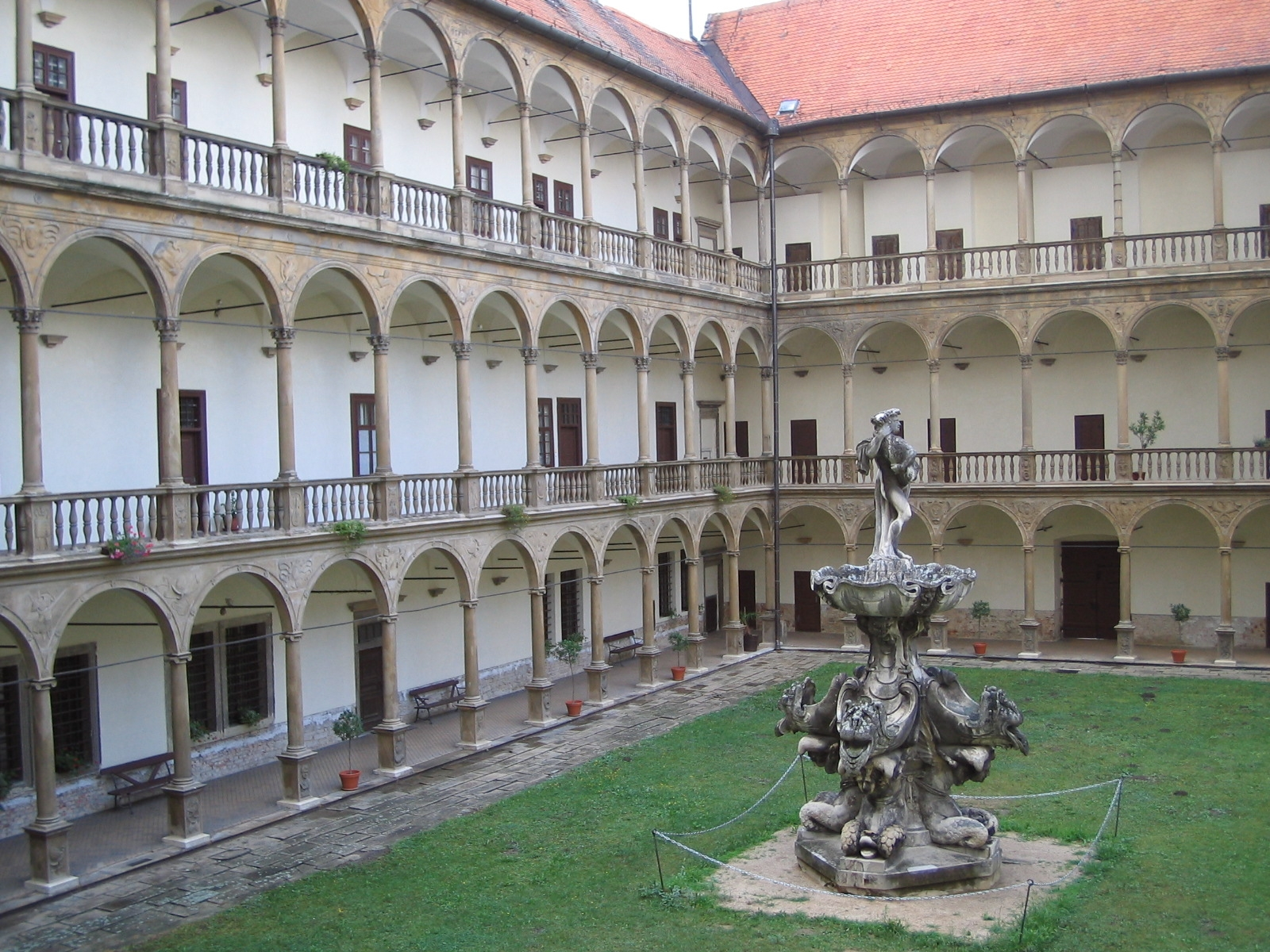
Het kasteel van Bučovice

Bohaté Málkovice · Bohdalice-Pavlovice · Bošovice · Brankovice · Bučovice · Dětkovice · Dobročkovice · Dražovice · Drnovice · Drysice · Habrovany · Heršpice · Hlubočany · Hodějice · Holubice · Hostěrádky-Rešov · Hoštice-Heroltice · Hrušky · Hvězdlice · Chvalkovice · Ivanovice na Hané · Ježkovice · Kobeřice u Brna · Kojátky · Komořany · Kozlany · Kožušice · Krásensko · Křenovice · Křižanovice · Křižanovice u Vyškova · Kučerov · Letonice · Lovčičky · Luleč · Lysovice · Malínky · Medlovice · Milešovice · Milonice · Moravské Málkovice · Mouřínov · Němčany · Nemochovice · Nemojany · Nemotice · Nesovice · Nevojice · Nížkovice · Nové Sady · Olšany · Orlovice · Otnice · Podbřežice · Podivice · Podomí · Prusy-Boškůvky · Pustiměř · Račice-Pístovice · Radslavice · Rašovice · Rostěnice-Zvonovice · Rousínov · Ruprechtov · Rybníček · Slavkov u Brna · Snovídky · Studnice · Šaratice · Švábenice · Topolany · Tučapy · Uhřice · Vážany · Vážany nad Litavou · Velešovice · Vojenský újezd Březina · Vyškov · Zbýšov · Zelená Hora